# Žepa
Žepa (kyrillisch Жепа) ist ein Ort im Osten von Bosnien und Herzegowina. Er gehört zur Gemeinde Rogatica in der Republika Srpska. Internationale Bekanntheit erlangte der Ort durch den Bosnienkrieg. Bei der letzten Zählung im Jahr 2013 hatte der Ort 133 Einwohner.

## Geografie

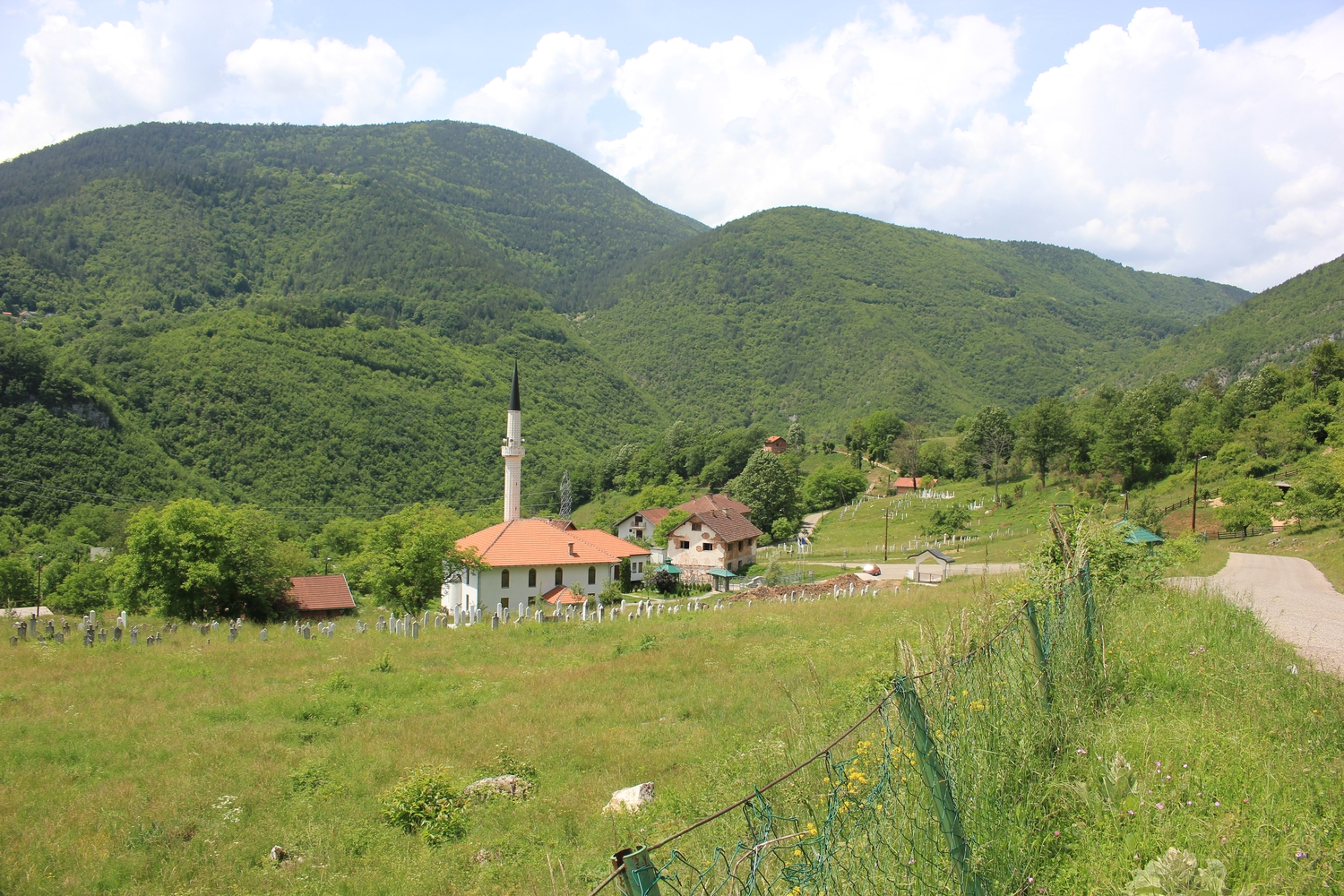
Blick über Žepa

Žepa befindet sich im ostbosnischen Bergland etwas oberhalb des gleichnamigen Flusses am Südhang des Berges Zlovrh (1525 m). Der Ort liegt Luftlinie 20 Kilometer nordöstlich von Rogatica,  20 Kilometer südwestlich von Srebrenica und 20 Kilometer von Višegrad.  3 Kilometer östlich mündet der gleichnamige Fluss in die Drina. Die serbische Grenze ist 9 Kilometer entfernt.

## Geschichte

### Vor den Bosnienkrieg
Der Ort Žepa wurde 1485 urkundlich als Dorf erwähnt. Damals gehörte es zu der Gemeinde Vratar, die Ruinen dieser Stadt finden sich 5 Kilometer westlich des Ortes.

### Während des Bosnienkrieges
Hauptartikel: Belagerung von Žepa
Während des Bosnienkrieges war Žepa neben Srebrenica und Goražde eine der drei letzten verbliebenen bosniakischen Enklaven im ansonsten von Truppen der Republika Srpska gehaltenen Ostbosnien. Im Frühjahr 1993 waren in Žepa die Lebensbedingungen am schlechtesten von allen drei Enklaven. Die wenigen UN-Konvois, die versuchten, die Einwohner mit Hilfslieferungen zu versorgen, wurden bis Mitte Januar von den Serben blockiert. Von Funkamateuren wurde im Januar 1993 gemeldet, dass innerhalb von 72 Stunden 300 Menschen an den Folgen von Hunger und Kälte gestorben seien. Im Rahmen der UN-Resolution 824 wurde die Enklave, gemeinsam mit den anderen drei verbliebenen, am 6. Mai 1993 zur UN-Schutzzone erklärt. Eine kleine ukrainische UNPROFOR-Truppe wurde zur Überwachung in dem Ort stationiert. Trotzdem konnte nicht verhindert werden, dass der Ort am 25. Juli 1995 von serbischen Streitkräften eingenommen wurde. Im Anschluss an die Eroberung durch die Serben wurden muslimische Frauen und Kinder nach Sarajevo deportiert. Im Gegensatz zum Massaker in Srebrenica kam es zu keinen größeren Hinrichtungen von muslimischen Männern, da die meisten bereits beim Eintreffen der Serbischen Kräfte aus der Enklave geflohen waren. Der Kommandant von Žepa – Avdo Palić – verschwand kurz nach der Eroberung. Er wurde vermutlich durch den Befehl des serbischen Generals Ratko Mladić ermordet. Seine Leiche wurde im August 2009 endgültig identifiziert. Die „Vereinigung der Mütter von Srebrenica und Žepa“ bemüht sich heute um die Aufklärung der Schicksale hunderter Verschwundener aus diesem Gebiet.

### Nach dem Krieg
Nach dem Krieg kehrten nur wenige der ehemaligen Bewohner zurück. Das führte dazu, dass im Jahr 2015 Žepa zu einem der infrastrukturell und wirtschaftlich schwächsten Regionen Bosnien und Herzegowinas gehörte.

## Bevölkerung
Zur Volkszählung 1991 hatte der Ort 2440 Einwohner. Davon bezeichneten sich 2315 als Bosniaken (94,9 %) und 104 als Serben (4,3 %). Im Jahr 2013 lebten noch 133 Einwohner. Davon bezeichneten sich 132 als Bosniaken (99,2 %).

## Bildung
Der Ort hat besaß vor dem Bosnienkrieg eine Grundschule. Sie wurde während diesem von den bosnischen Streitkräfte als Kommandozentrale genutzt. Nach dem Krieg wurde sie mithilfe von Geldern aus der EU wiederaufgebaut und im Jahr 2018 feierlich wiedereröffnet. Im Schuljahr 2019/20 wurde sie von 6 Schülern besucht.

## Sehenswürdigkeiten

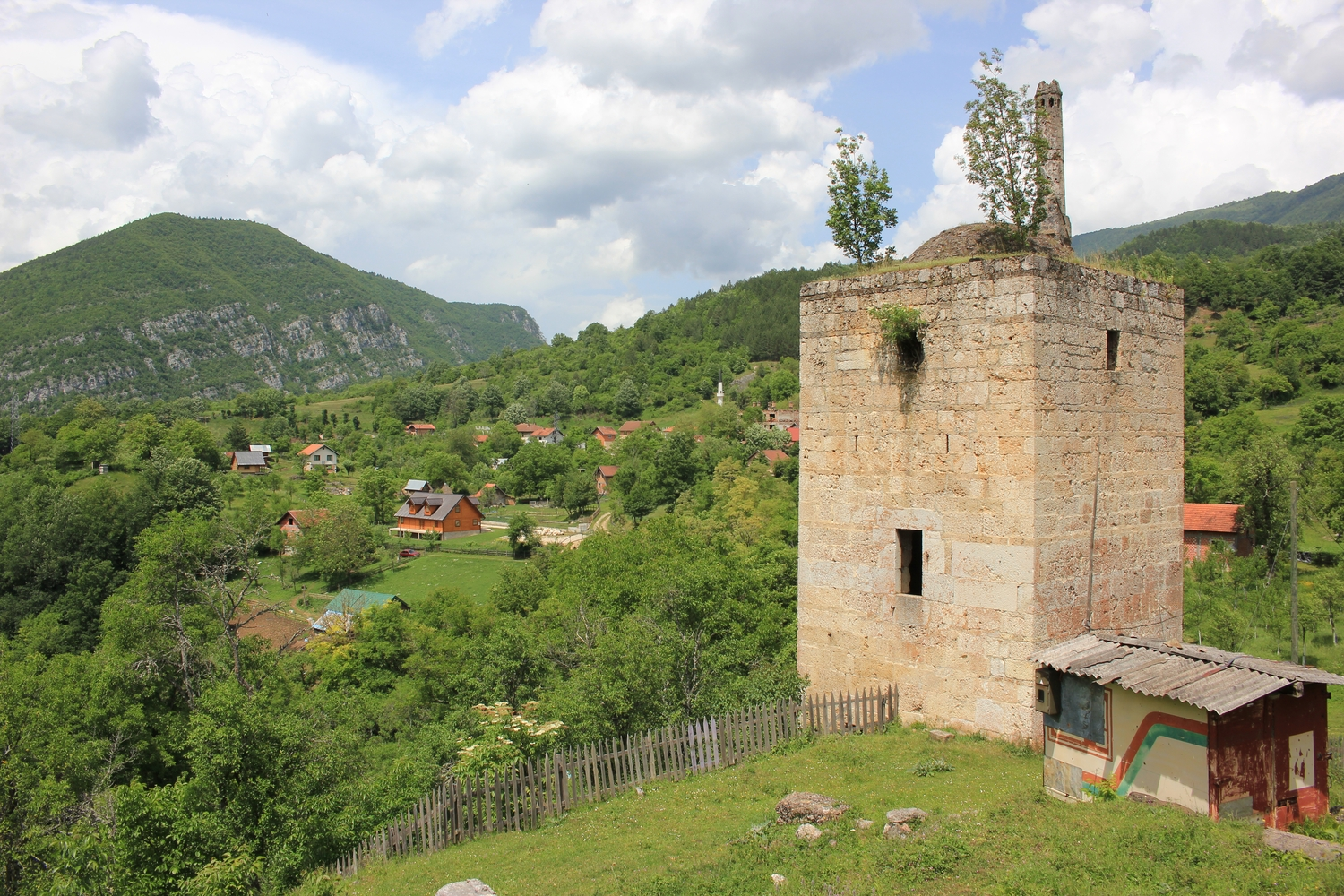
Redžep Pašina kula

Südlich des Ortszentrums überspannt eine einbogige osmanische Brücke die Klamm der Žepa. Sie wurde wie die 20 km südöstlich gelegene Brücke über die Drina in Višegrad auf Geheiß des osmanischen Großwesirs Sokollu Mehmed Pascha, der aus der Gegend stammte, errichtet und von Ivo Andrić in seinem Werk „Die Brücke über die Žepa“ (Most na Žepi) beschrieben. Ursprünglich befand sie sich nahe der Mündung der Žepa in die Drina, wurde jedoch 1966–68 im Zuge der Aufstauung der Drina abgebaut und an ihren heutigen, höher gelegenen Standort versetzt.
Weiterhin sehenswert ist der Wehrturm des Recep Pascha (Redžep Pašina kula) im Ortszentrum.